# 秀木
秀木（Thiounn Mumm，1925年12月18日—2022年3月22日），柬埔寨政治家、数学家。
秀木是秀臣和秀蒲拉西的兄弟，出生在金边。1946年前往法国留学，学习数学。1956年至1957年在法国国家科学研究中心从事物理学和数学研究。1970年，柬埔寨发生朗诺政变，西哈努克流亡中国。4月，西哈努克在北京成立柬埔寨王国民族团结政府，秀木受邀前往北京，出任民族团结政府财经大臣职务。1975年红色高棉夺取政权后，秀木于9月跟随西哈努克回国。秀木后来声称自己只是民族主义者而不是一个共产主义者，但自己试图了解什么是共产主义。
此后秀木一直留在柬埔寨，直到越南入侵时，才在1979年11月逃亡到泰国难民营。1979年至1982年期间，身处泰国的修木加入了由乔森潘领导的民主柬埔寨流亡政府。1982年返回法国与家人团聚。